# Quick und seine Freunde
Quick und seine Freunde ist eine US-amerikanische Zeichentrickserie, die in den Hanna-Barbera-Studios von 1959 bis 1961 unter dem Originalnamen The Quickdraw McGraw Show produziert wurde. 

## Inhalt
Quickdraw ist ein humanoider Hengst, der im Wilden Westen für Ordnung sorgen will. Meistens jedoch muss ihm sein kleiner Gefährte, der mexikanische Esel Baba Looey, aus der Patsche helfen. Oft verkleidet sich Quickdraw als maskierter Rächer El Kabong, der die Bösewichte mit seiner Gitarre außer Gefecht setzt. Eine weitere Figur der Serie ist Snuffles, ein Hund, der durch Hundekuchen in Ekstase gerät und erst dann seine Aufträge erledigt. Der Berglöwe Snagglepuss, der den beiden Helden so manchen Streich spielt, bekam in den USA später seine eigene Serie, im Rahmen der Yogi Bear Show.

## Produktion und Veröffentlichung
Die Serie wurde von 1959 bis 1961 unter der Regie von Joseph Barbera und William Hanna produziert. Die Musik komponierte Hoyt Curtin, als Autoren waren Warren Foster und Michael Maltese beteiligt. In den USA lief die The Quickdraw McGraw Show mit drei Teilen. Neben dem Titelhelden waren mit Augie Doggie and Doggie Daddy, Vater und Sohn in Hundeversion, und Snooper and Blabber, Katze und Maus als Detektivpaar, zwei weitere Serien vertreten.
In Westdeutschland lief Quick und seine Freunde in den 1970er Jahren in den ARD-Regionalprogrammen des Senders Freies Berlin, des Saarländischen Rundfunks und des SDR/SWF-Gemeinschaftsprogramms. Die Serie wurde außerdem unter anderem ins Italienische, Griechische, Spanische und Finnische übersetzt.

## Synchronisation
| Rolle                                                                   | englischer Sprecher |
| ----------------------------------------------------------------------- | ------------------- |
| Quick Draw McGraw, Baba Looie, Snuffles, Snooper, Blabber, Augie Doggie | Daws Butler         |
| Doggie Daddy                                                            | Doug Young          |
| Sagebrush Sal                                                           | Julie Bennett       |
| weitere Stimmen                                                         | Don Messick         |
| weitere Stimmen                                                         | Jean Vander Pyl     |